# Fly Like a Bird
Fly Like a Bird – piosenka w stylu R&B z elementami gospel skomponowana przez Mariah Carey i Jamesa „Big Jim” Wrighta na dziesiąty studyjny album Carey, The Emancipation of Mimi. Produkcją utworu zajęli się również Carey i Wright.
Piosenka ma charakter religijny i skierowana jest do Boga: „Lecieć jak ptak, wznieść się do nieba, teraz Cię potrzebuję Panie, unieś mnie wysoko!”. Utwór został wydany jako siódmy singiel promujący album, jednak nie uzyskał praw komercyjnych i został wydany tylko w Stanach Zjednoczonych w formacie digital download.

## Wydanie
„Fly Like a Bird” został wydany wspólnie z „My Saving Grace”, piosenką z dziewiątego studyjnego albumu Carey – Charmbracelet. Oba utwory w dniu 18 maja 2005 r. trafiły wyłącznie do amerykańskich stacji radiowych grających muzykę gospel.
W kwietniu 2006 r. piosenka trafiła do amerykańskich stacji radiowych zajmujących się muzyką urban i urban adult contemporary. W tym samym czasie inny singiel Carey, Say Somethin', który promował ten sam album, trafił do rozgłośni radiowych grających muzykę pop oraz rhythmic. „Fly Like a Bird” nie znalazł się na liście Billboard Hot 100, zajmując jedynie 104. miejsce. O wiele lepsze rezultaty singiel uzyskał na innych amerykańskich notowaniach, na liście Billboard Hot R&B/Hip-Hop Songs zajął 19. miejsce, a na Hot Adult R&B Airplay przez 6 tygodni zajmował najwyższą pozycję.

## Wykonanie
Piosenka wielokrotnie została wykonana „na żywo” przez Mariah. Po raz pierwszy miało to miejsce 9 września 2005 r., w trakcie koncertu „Shelter from the Storm: A Concert for the Gulf Coast”, który miał na celu pomoc poszkodowanym w wyniku Huraganu Katrina.
Po raz kolejny Mariah wykonała utwór 8 lutego 2006 r. podczas gali rozdania nagród Grammy. Artystka wykonała „Fly Like a Bird” wraz z jej wielkim hitem „We Belong Together”. Wokalistce towarzyszył wówczas Wright w akopaniamencie organów i pianina.
Występ ten wzbudził wielki zachwyt wśród widowni, za co dostał owacje na stojąco, a krytycy okrzyknęli go „najlepszym wykonaniem gali” oraz „najlepszym wykonaniem roku”.
9 kwietnia 2008 r., Mariah zaśpiewała tę piosenkę w amerykańskim programie „Idol Gives Back” będącego częścią American Idol.

## Listy przebojów
| Kraj              | Lista przebojów (2006)          | Pozycja |
| ----------------- | ------------------------------- | ------- |
| Stany Zjednoczone | Billboard Hot 100               | 104     |
| Stany Zjednoczone | Billboard Hot R&B/Hip-Hop Songs | 19      |
| Stany Zjednoczone | Billboard Hot 100 Airplay       | 66      |

## Sprzedaż i certyfikaty
| Kraj              | Sprzedaż | Certyfikat |
| ----------------- | -------- | ---------- |
| Stany Zjednoczone | 25 000+  | –          |
| Świat             | 30 000+  | –          |